# أنخيل فاسكيز مولينا
أنطونيو فاسكيز مولينا (3 يونيو 1929 - 25 فبراير 1980) كاتب إسباني. على الرغم من حصوله على جائزة بلانيتا عام 1962 - كونه الكاتب الوحيد المولود في طنجة الذي حصل عليها عن روايته (Se داخل وخارج الضوء)، لم يتوقف النقاد عن اعتباره "كاتبا ملعونًا".